# كولن رادفورد
كولن رادفورد (بالإنجليزية: Colin Radford)‏ هو فيلسوف بريطاني، ولد في 27 فبراير 1935، وتوفي في 9 أبريل 2001.